# Jules Quicherat
Pour les articles homonymes, voir Quicherat.
Julien dit Jules Quicherat, né le 13 octobre 1814 à Paris 12e et mort le 8 avril 1882 à Paris 6e, est un historien et archéologue français.
Directeur de l’École des chartes, où il enseigna l’archéologie, et auteur de nombreuses publications, il reste connu en particulier pour ses ouvrages sur la figure de Jeanne d’Arc.

## Biographie
Frère du latiniste Louis Marie Quicherat, il est le premier à avoir été admis à l'École royale des chartes, dont il est sorti archiviste paléographe en 1834, puis attaché à la Bibliothèque royale.
En 1847, il est nommé répétiteur d'archéologie, puis, en 1849, professeur de diplomatique à l'École des chartes, qu'il dirige de 1871 à sa mort.
Ami de Jules Michelet, dont il a été l’exécuteur testamentaire, cet érudit de premier ordre a laissé plusieurs ouvrages, un grand nombre d’articles dans les revues savantes, et une une quantité considérable de matériaux qui devaient entrer dans la composition d’ouvrages ultérieurs. Lisant couramment les diplômes mérovingiens et les registres des Parlements, il était l’homme des sources, l’homme du document.
Dès avant la publication du Dictionnaire raisonné d’architecture de Viollet-le-Duc, il a rompu avec les théories superficielles d’Arcisse de Caumont et des premiers adeptes de la renaissance archéologique de son siècle, qui faisaient consister l’architecture du Moyen Âge dans la forme improprement appelée ogivale, dans plusieurs articles de la Revue archéologique, et posé les véritables principes de l’architecture gothique. Il a enseigné, le premier, que le style dit gothique, qu’on aurait plutôt dû être appelé français, du lieu de son origine, consiste essentiellement dans l’adjonction à l’édifice roman des arcs-boutants et des piliers butants, autrement dit dans la translation à l’extérieur des supports des voûtes ; en sorte que le mode de percement dos baies, le dégagement des murs, la surélévation de toutes les parties de la construction, ne sont que la conséquence de l’allégement do l’édifice à l’intérieur, et non la caractéristique architectonique du style.

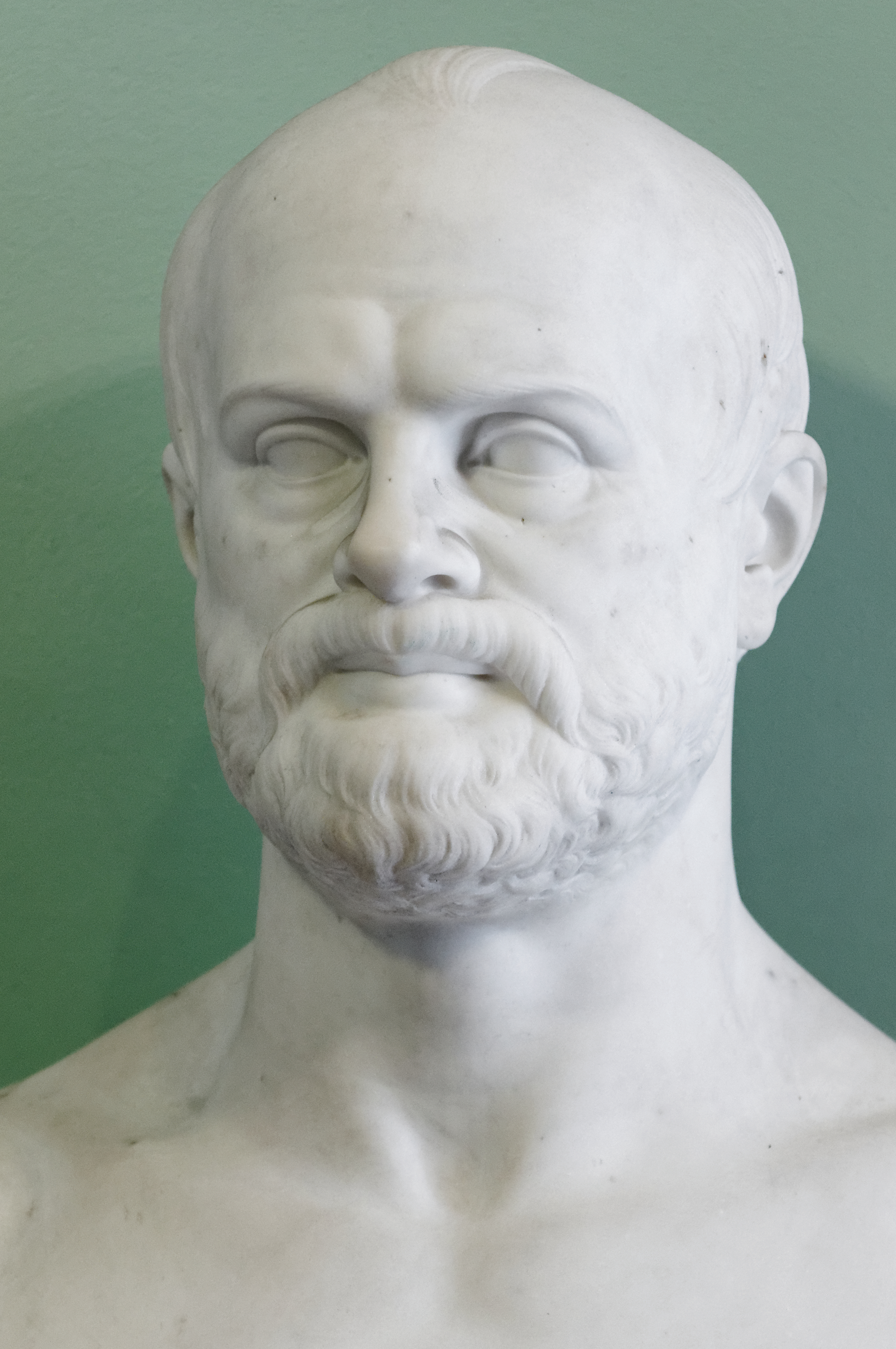
Buste de Jules Quicherat par Jean Petit (1885).

Il prenait pour point de départ du long travail de construction des cathédrales, l’unique préoccupation des contemporains des ravages des Sarrasins et des Normands de soustraire les corps saints, sur lesquels, se sont élevées les premières basiliques plafonnées, aux effets de l’incendie, et pour cela de chercher à voûter de pierre les églises. Mort sans avoir publié ce cours qu’il professait avec clarté et précision, et une propriété de termes rendant intelligible la genèse de l’architecture du Moyen Âge, ce cours d’archéologie, qui était la meilleure et la plus importante partie de sa vie, a fait l’objet d’une publication.
Il est également connu pour son édition du Procès de condamnation et de réhabilitation de Jeanne d'Arc (5 vol., 1841-1849) et pour son engagement en faveur d'une localisation en Franche-Comté du siège d'Alésia. Il meurt inopinément à son domicile.
Ses papiers personnels sont conservés aux Archives nationales. Ils comprennent notamment ses carnets de voyage archéologiques, qu’il illustrait de nombreux dessins à la plume ou au crayon et dont des reproductions sont disponibles dans la salle des inventaires virtuelle des Archives nationales. Outes les académies, il était membre de la Société nationale des antiquaires de France, du Comité des travaux historiques et scientifiques, de la Société de l’histoire de France et du Conseil supérieur de l'Instruction publique.

## Postérité
L'École nationale des chartes conserve un buste de Jules Quicherat, réalisé en 1885 par Jean Petit, sur une suggestion d'Auguste Castan, à l'occasion de la mort du savant. Ce buste est célèbre parmi les élèves de l'École qui l'affublent régulièrement, par sympathie et affection, de chapeaux et décorations diverses. Le buste a été restauré par l'Institut national du patrimoine en 2007-2008 : le socle était en effet abîmé et des traces de cirage noir, vestiges des événements survenus en mai 68 à l'École, subsistaient.

## Distinctions
- Officier d'académie (1872)
- Officier de l'Instruction publique (1877)
- Officier de la Légion d'honneur (décret du 9 février 1880). Nommé chevalier en 1847.

## Œuvres
- Procès de condamnation et de réhabilitation de Jeanne d'Arc, 5 vol., 1841-1849. Consultable en ligne : t. I, t. II, t. III, t. IV, t. V.
- Aperçus nouveaux sur l'histoire de Jeanne d'Arc, Paris, 1850 (lire en ligne).
- Thomas Basin, 1855-1859.
- L’Alésia de César rendue à la Franche-Comté, Paris, 1857 (lire en ligne).
- Histoire de sainte Barbe, 1860-1864. Consultable en ligne : t. I, t. II, t. III.
- De la formation française des anciens noms de lieu, 1868
- Histoire du costume en France, 1875
- Rodrigue de Villandrando : L'un des combattants pour l'indépendance française au quinzième siècle, Paris, 1879 (lire en ligne).
- recueil posthume : Mélanges d’archéologie et d’histoire (1885-1886), contenant la Notice sur l’Album de Villard de Honnecourt architecte du XIIIe siècle (rédigée en 1849)